# Magny (Alto Reno)
Magny è un comune francese di 300 abitanti situato nel dipartimento dell'Alto Reno nella regione del Grand Est.

## Società

### Evoluzione demografica
Abitanti censiti